# Erythroxylum obtusifolium
Erythroxylum obtusifolium är en tvåhjärtbladig växtart som först beskrevs av Robert Wight, och fick sitt nu gällande namn av Joseph Dalton Hooker. Erythroxylum obtusifolium ingår i släktet Erythroxylum och familjen Erythroxylaceae. Inga underarter finns listade i Catalogue of Life.